# Episodi di Deadwood (terza stagione)
La terza ed ultima stagione della serie televisiva Deadwood, composta da 12 episodi, è stata trasmessa sul canale statunitense HBO dall'11 giugno al 27 agosto 2006. 
In Italia, è andata in onda in prima visione assoluta sul canale Rai Movie dal 25 luglio al 29 agosto 2015.
A partire da questa stagione entra nel cast principale Brent Sexton.
| nº | Titolo originale                      | Titolo italiano                       | Prima TV USA   | Prima TV Italia |
| -- | ------------------------------------- | ------------------------------------- | -------------- | --------------- |
| 1  | Tell Your God to Ready for Blood      | Dì al tuo dio di prepararsi al sangue | 11 giugno 2006 | 25 luglio 2015  |
| 2  | I Am Not the Fine Man You Take Me For | Non sono il brav'uomo che credete     | 18 giugno 2006 | 30 luglio 2015  |
| 3  | True Colors                           | Nuovi amici, vecchi combattenti       | 25 giugno 2006 | 1º agosto 2015  |
| 4  | Full Faith and Credit                 | Piena fiducia e credito               | 2 luglio 2006  | 1º agosto 2015  |
| 5  | A Two-Headed Beast                    | Una bestia a due teste                | 9 luglio 2006  | 8 agosto 2015   |
| 6  | A Rich Find                           | Una ricca scoperta                    | 16 luglio 2006 | 8 agosto 2015   |
| 7  | Unauthorized Cinnamon                 | Cannella non autorizzata              | 23 luglio 2006 | 15 agosto 2015  |
| 8  | Leviathan Smiles                      | Il leviatano sorride                  | 30 luglio 2006 | 15 agosto 2015  |
| 9  | Amateur Night                         | Serata del dilettante                 | 6 agosto 2006  | 22 agosto 2015  |
| 10 | A Constant Throb                      | Un costante pulsare                   | 13 agosto 2006 | 25 luglio 2015  |
| 11 | The Catbird Seat                      | Il vantaggio delle armi               | 20 agosto 2006 | 29 agosto 2015  |
| 12 | Tell Him Something Pretty             | Volevamo sentire qualcosa di carino   | 27 agosto 2006 | 29 agosto 2015  |